# موسی‌آباد سفلی
موسی‌آباد سفلی، روستایی در شهرستان رومشکان (رومشکان غربی)در استان لرستان ایران است که از تبار زیودار (ایل زیار)هستند

## جمعیت
این روستا در دهستان رومشکان غربی قرار دارد و براساس سرشماری مرکز آمار ایران در سال ۱۳۸۵، جمعیت آن ۴۹۲ نفر (۱۰۲خانوار) بوده‌است.